# Едгарс Піксонс
Едгарс Піксонс (латис. Edgars Piksons; 17 липня 1983, Цесіс) — латвійський біатлоніст, срібний призер чемпіонату Європи з біатлону, учасник Олімпійських ігор та чемпіонатів світу з біатлону.

## Виступи на Олімпійських іграх
| Рік  | Міце проведення | Інд | Спр | Пр | МС | Ест |
| 2006 | Турин           | 79  |     |    |    | 16  |
| 2010 | Ванкувер        | 37  | 78  |    |    | 19  |

## Виступи на Чемпіонатах світу
| Рік  | Міце проведення      | Інд | Спр | Пр  | МС | Ест | ЗМ |
| 2005 | Гохфільцен           |     | 54  | 42  |    | 19  |    |
| 2007 | Антхольц-Антерсельва | 85  | 74  |     |    | 12  |    |
| 2008 | Естерсунд            |     | 97  |     |    | 13  |    |
| 2009 | Пхьончхан            |     | 58  | DNS |    | 17  |    |
| 2011 | Ханти-Мансійськ      | 38  | 8   | 20  | 21 | 14  | 18 |
| 2012 | Рупольдінг           | 65  | 81  |     |    | LPD | 15 |
| 2013 | Нове Место-на-Мораві | 86  | 40  | 40  |    | LPD | 24 |

## Кар'єра в Кубку світу
- Дебют в кубку світу — 10 січня 2001 року в естафеті в Рупольдинзі — 15 місце.
- Перше попадання в залікову зону — 11 лютого 2006 року в індивідуальній гонці у Ванкувері — 37 місце.
- Перше попадання до квіткового подіуму — 5 березня 2011 року в спринті в Ханти-Мансійську — 8 місце.

## Загальний залік в Кубку світу
- 2009—2010 — 115-е місце (4 очки)
- 2010—2011 — 60-е місце (85 очок)
- 2012—2013 — 101-е місце (2 очки)

## Статистика стрільби
| № п/п | Сезон     | Загальна        | Індивідуальна гонка | Спринт        | Гонка переслідування | Мас-старт     | Естафета      |
| ----- | --------- | --------------- | ------------------- | ------------- | -------------------- | ------------- | ------------- |
| 1     | 2005-2006 | 80,6% (145/180) | 80,0% (48/60)       | 80,0% (40/50) | 85,0% (17/20)        | 0,0% (0/0)    | 80,0% (40/50) |
| 2     | 2006-2007 | 69,9% (95/136)  | 62,5% (25/40)       | 66,7% (40/60) | 0,0% (0/0)           | 0,0% (0/0)    | 83,3% (30/36) |
| 3     | 2007-2008 | 68,8% (77/112)  | 60,0% (12/20)       | 65,0% (26/40) | 0,0% (0/0)           | 0,0% (0/0)    | 75,0% (39/52) |
| 4     | 2008-2009 | 80,5% (62/77)   | 85,0% (17/20)       | 80,0% (16/20) | 0,0% (0/0)           | 0,0% (0/0)    | 78,4% (29/37) |
| 5     | 2009-2010 | 72,7% (88/121)  | 90,0% (18/20)       | 70,0% (35/50) | 0,0% (0/0)           | 0,0% (0/0)    | 68,6% (35/51) |
| 6     | 2010-2011 | 84,0% (189/225) | 88,3% (53/60)       | 85,0% (51/60) | 80,0% (48/60)        | 85,0% (17/20) | 80,0% (20/25) |
| 7     | 2011-2012 | 79,1% (151/191) | 90,0% (36/40)       | 80,0% (72/90) | 65,0% (13/20)        | 0,0% (0/0)    | 73,2% (30/41) |
| 8     | 2012-2013 | 78,2% (136/174) | 85,0% (34/40)       | 72,0% (36/50) | 80,0% (16/20)        | 0,0% (0/0)    | 78,1% (50/64) |

## Виноски
1. ↑  В дужках наведена кількість влучних пострілів та загальна кількість пострілів. В статистиці стрільби рахуються постріли, які здійснив біатлоніст на етапах кубка світу та чемпіонаті світу